# Mika Kohonen
Mika Kohonen (* 10. května 1977 Jyväskylä) je finský florbalový trenér a bývalý reprezentant, čtyřnásobný mistr světa, šestinásobný vítěz Švédské Superligy a jeden z nejlepších florbalistů historie. Mezi lety 1995 a 2021 hrál ve finských klubech SPV Seinäjoki a Happee Jyväskylä a ve švédských klubech Balrog IK, Storvreta IBK a FC Helsingborg. Od roku 2022 je hlavním trenérem Storvrety.

## Klubová kariéra
Vrcholovou kariéru Kohonen zahájil v 18 letech v sezóně 1995/1996 ve finském klubu Happee Jyväskylä, z jeho rodného města Jyväskylä. Po pěti letech začal hrát ve švédské nejvyšší soutěži v klubu Balrog IK. Hned v prvním ročníku 2000/2001 stanovil dosud nepřekonaný rekord soutěže se 107 kanadskými body. V sezóně 2003/2004 získal s týmem svůj první titul, po té co asistoval na rozhodující gól 13 vteřin před koncem finálového zápasu. Po čtyřech letech ve Švédsku se kvůli vojenské službě na sezónu 2004/2005 vrátil do Finska, kde s Happee získal vicemistrovský titul ve finské lize.
Dalších deset ročníků pak odehrál opět ve Švédsku, tentokrát v klubu Storvreta IBK, kde získal v sezóně 2009/2010 první klubový titul a v následujících dvou sezónách 2010/2011 a 2011/2012 další dva. V letech 2010 a 2012 se Storvretou vyhráli Pohár mistrů.
Sezónu 2015/2016 odehrál zpět ve Finsku za SPV Seinäjoki. Další dva ročníky hrál za švédský FC Helsinborg. V roce 2018 se podruhé vrátil do Happee. V prosinci 2019 přestal hrát kvůli zranění achillovy šlachy, a v lednu 2021 definitivně ukončil kariéru.
Po konci hráčské kariéry se v roce 2020 vrátil do Storvrety, nejprve jako asistent trenéra a od roku 2022 jako hlavní kouč. V týmu mimo jiné vede svého syna Gabriela a od roku 2023 Čechy Ondřeje Němečka a Filipa Langera. Jako trenér získal se Storvretou v sezónách 2022/2023 a 2023/2024 další dva tituly.
Kohonen měl svou vlastní řadu florbalových holí, tzv. MK29, vyráběnou florbalovou společností Karhu.

## Reprezentační kariéra
Kohonen reprezentoval Finsko poprvé na ukázkovém turnaji na Světových hrách 1997. Následně hrál na rekordních 11 mistrovstvích světa mezi lety 1998 a 2018. Na všech získali medaili, z toho čtyřikrát zlatou, a pětkrát byl zařazen do All Star týmu turnaje. Drží rekord i v počtu zápasů odehraných na šampionátech a celkovém počtu zápasů a kanadských bodů finské reprezentace.
Na mistrovstvích v letech 2020 a 2022 byl asistentem trenéra finského týmu.
| Umístění | Soutěž                                                 |
| -------- | ------------------------------------------------------ |
|          | Florbal na Světových hrách 1997                        |
|          | Mistrovství světa ve florbale 1998 (All Star tým)      |
|          | Mistrovství světa ve florbale 2000 (All Star tým)      |
|          | Mistrovství světa ve florbale 2002                     |
|          | Mistrovství světa ve florbale 2004 (All Star tým)      |
|          | Mistrovství světa ve florbale 2006 (All Star tým)      |
|          | Mistrovství světa ve florbale 2008                     |
|          | Mistrovství světa ve florbale 2010 (All Star tým, MVP) |
|          | Mistrovství světa ve florbale 2012                     |
|          | Mistrovství světa ve florbale 2014                     |
|          | Mistrovství světa ve florbale 2016                     |
|          | Florbal na Světových hrách 2017                        |
|          | Mistrovství světa ve florbale 2018                     |
|          | Mistrovství světa ve florbale 2020 (asistent trenéra)  |
|          | Mistrovství světa ve florbale 2022 (asistent trenéra)  |

## Ocenění a rekordy

### Ocenění
- v letech 2005, 2009, 2010, 2011 a 2012 byl švédským florbalovým serverem Innebandymagazinet vyhlášen nejlepším hráčem světa[2][16]
- v letech 1998 a 2000, 2004, 2006 a 2010 byl zařazen do All Star týmu mistrovství světa
- v roce 2010 byl vyhlášen také nejlepším hráčem turnaje
- v roce 2021 byl uveden do mezinárodní florbalové Síně slávy[17][18]
- v roce 2024 byl jako první florbalista zařazen do finské Sportovní síně slávy.[19][20]

### Rekordy
- první hráč, který ve Švédské Superlize zaznamenal 1000 kanadských bodů (2017)[3][pozn. 2]
- nejvíce účastí na mistrovství světa (11)[4]
- nejvíce odehraných utkání na mistrovství světa (60)[4]
- nejvíce asistencí na mistrovství světa (50)[4][pozn. 3]
- nejvíce odehraných utkání za finskou reprezentaci (194)[21]
- nejvíce vstřelených branek za finskou reprezentaci (86)[21]
- nejvíce asistencí za finskou reprezentaci (169)[21]
- nejvíce kanadských bodů za finskou reprezentaci (255)[21]

## Rodina
Kohonenův syn Gabriel, narozený ve Švédsku, je také florbalový hráč a švédský reprezentant.

## Fotogalerie

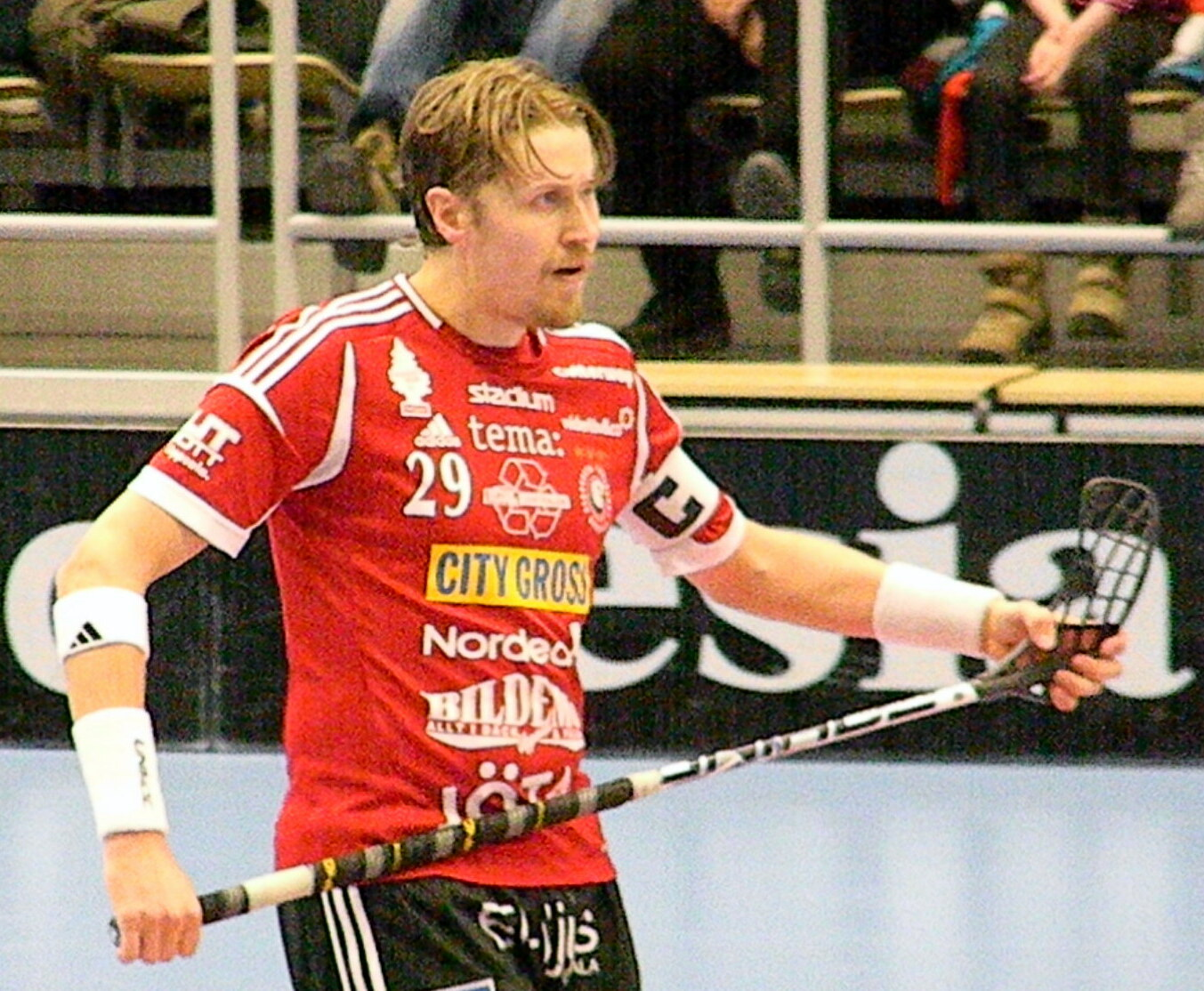
Mika Kohonen v roce 2013
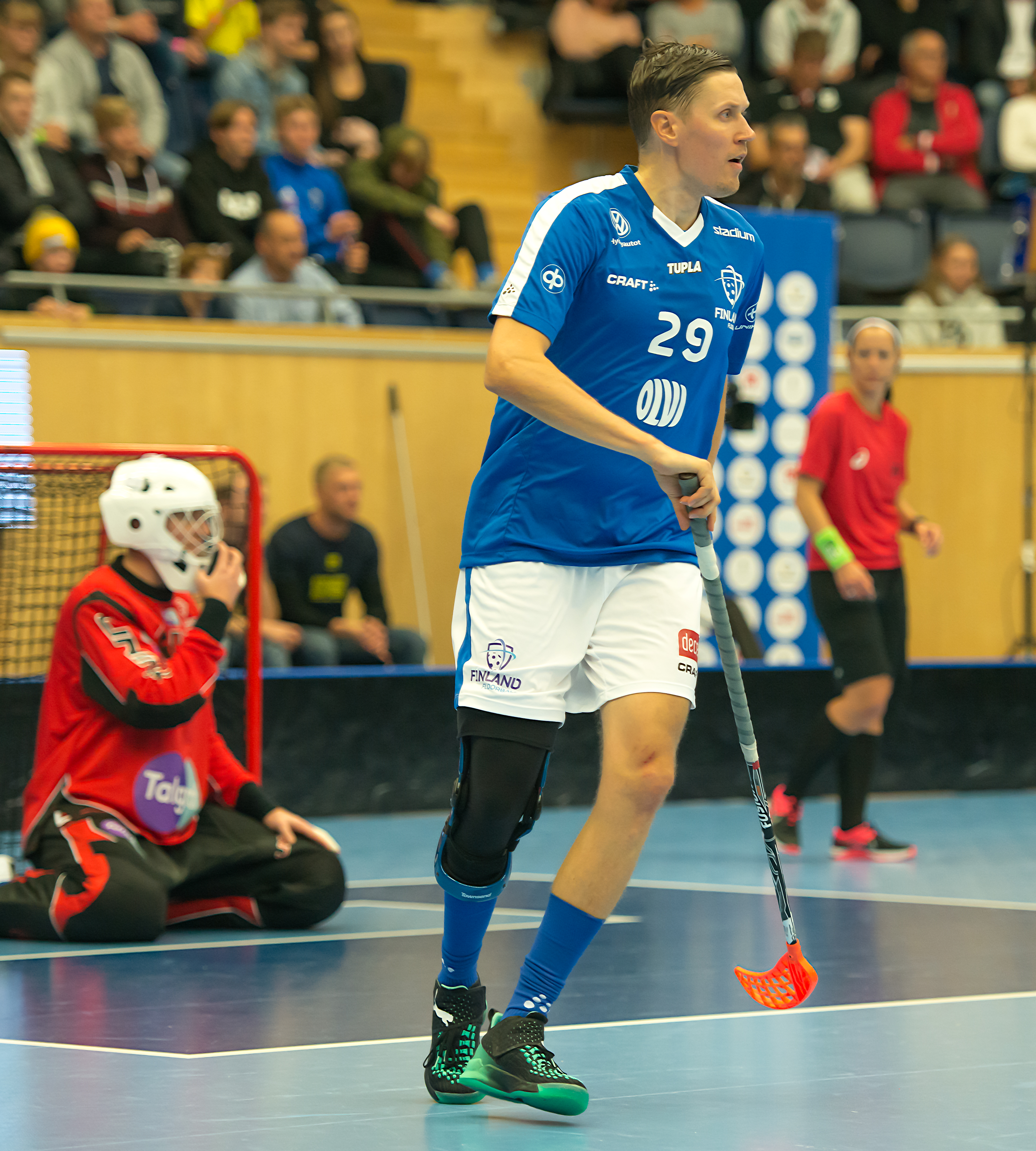
Mika Kohonen v zápase proti Švédsku na Euro Floorball Tour v roce 2018
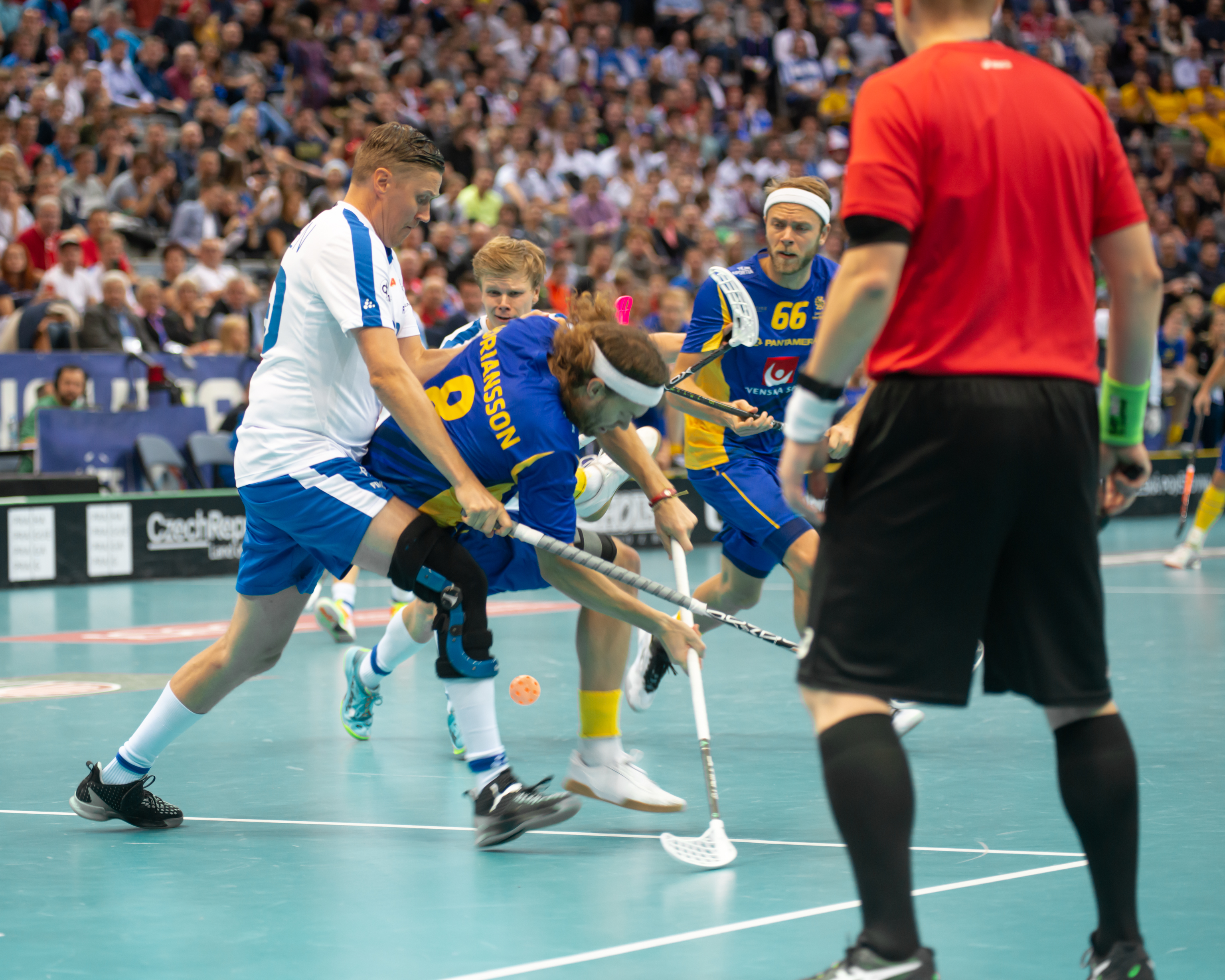
Mika Kohonen (vlevo) ve finálovém zápase proti Švédsku na Mistrovství světa 2018
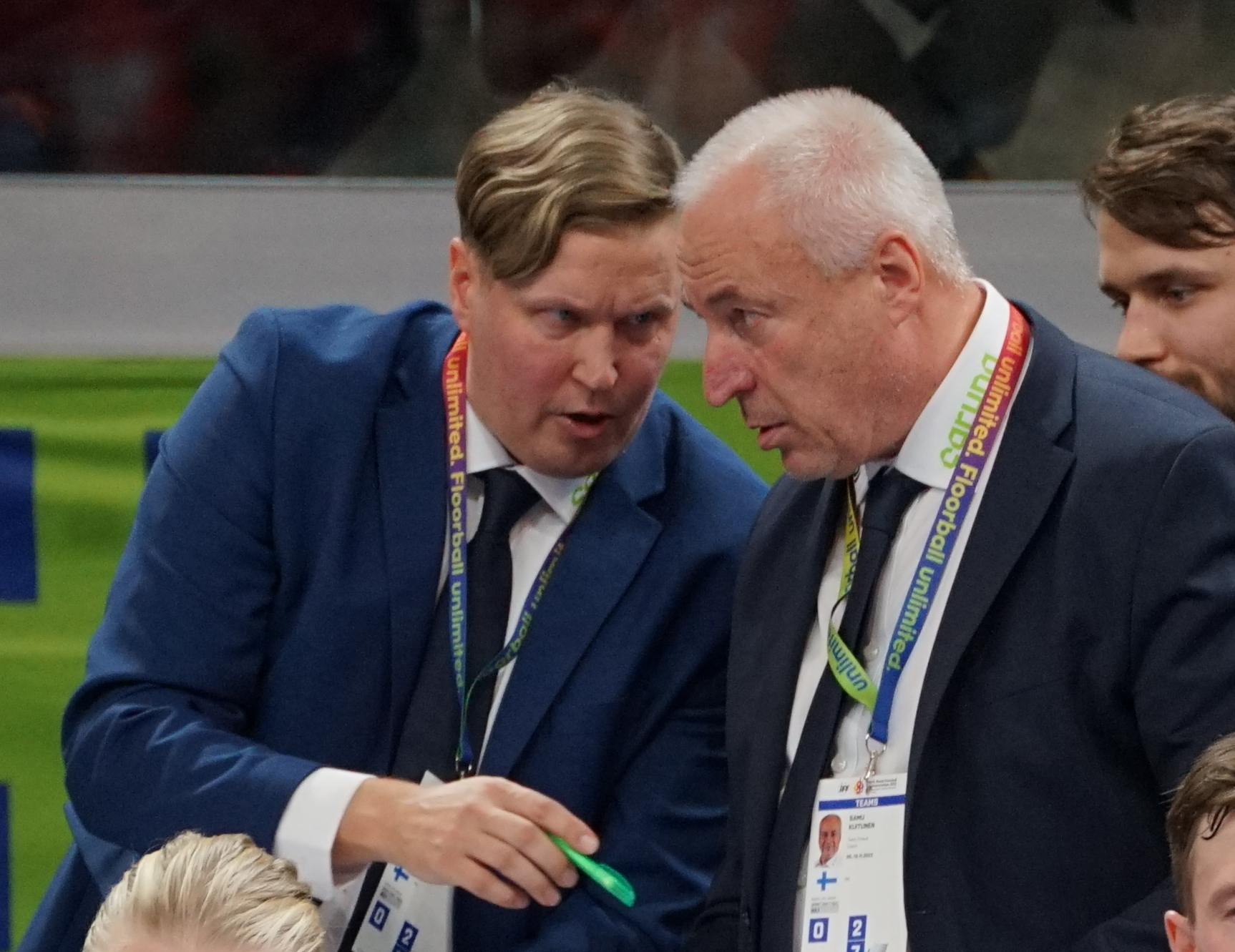
Mika Kohonen (vlevo) v semifinálovém zápase proti Švédsku na Mistrovství světa 2022